# Виханди, Аста Августовна
Аста Виханди (эст. Asta Vihandi; 21 июля 1929, Тарту — 5 марта 1993, Таллин) — эстонская советская певица и актриса, артистка оперетты.

## Биография
Родилась в 1929 году в Тарту.
Ещё участь в школе посещала балетную студию, брала уроки пения, так, в Таллине училась у Эльзы Маасик.
В 1947 году, вскоре после окончания школы, начала работу в театре «Ванемуйне» в Тарту в качестве хоровой певицы-сопрано. В следующем году она поступила в театр «Эндла» в Пярну в качестве актрисы, танцовщицы и хоровой певицы, покинув его в 1950 году.
В 1950—1985 годах — солистка оперетты театра «Эстония» в Таллине.
Изредка снималась в кино, дебютировав в советском фильме 1955 года «Михаил Ломоносов», но в дальнейшем исполняла лишь эпизодичные роли в фильмах киностудии «Таллинфильм» режиссёром которых был её муж Александр Мандрыкин.
Позже работала администратором в Национальной филармонии Эстонской ССР.
Умерла в 1993 году в Таллине, похоронена на Лесном кладбище.

## Фильмография
- 1955 — Михайло Ломоносов — Елизавета, жена Ломоносова — главная роль
- 1957 — На повороте / Pöördel — Хелли
- 1958 — Капитан первого ранга — Луиза Эверлинг
- 1960 — Семья Мяннард / Perekond Männard — Тэеле
- 1970 — Риск — Магда Зеллер, жена Ганса Зеллера